# Boris Grigor'evič Jusupov
Principe Boris Grigor'evič Jusupov (in russo Борис Григорьевич Юсупов?; 18 luglio 1695 – San Pietroburgo, 26 febbraio 1759) è stato un politico russo.

## Biografia
Era il figlio di Grigorij Dmitrievič Jusupov, e di sua moglie, Anna Nikitična Akinfova. 
Nel 1717, per volere di Pietro I, venne scelto tra venti giovani di famiglie benestanti per studiare alla Scuola di Guardiamarina di Tolone (Francia). Tornato in Russia, partecipò alle riforme dell'apparato governativo portate avanti da Pietro I.

## Carriera
Nel 1730 gli fu concesso il titolo di ciambellano ad interim. Nel 1736 venne nominato senatore mentre nel 1737 fece parte della commissione per giudicare gli atti compiuti da Dmitrij Michajlovič Golicyn. È stato vice governatore di Mosca (1738-1740), consigliere privato e governatore di Mosca (1740-1741). Nel 1749 è stato il governatore generale di San Pietroburgo.
Dal 1741 fu Presidente del Consiglio di Stato per il Commercio, dal 1742 fu Direttore del Canale Ladoga, presentando al Senato proposte sulla necessità di ispezionare le comunicazioni idriche per costruire nuove rotte, evidenziando la necessità di collegare il Canale Ladoga con il Volga e l'Oka.
Nel 1754 possedette una fabbrica che produceva lana, la quale utilizzò per migliorare la qualità della stoffa per quasi tutto l'esercito russo.

## Matrimonio
Sposò Irina Michajlovna Zinov'eva (1718-1788). Ebbero sei figli:
- Aleksandra (1743-1791), sposò Ivan Michajlovič Izmajlov;
- Elizaveta (27 aprile 1745-29 agosto 1770), sposò Andrej Michajlovič Golicyn;
- Evdokija (16 maggio 1747-1780), sposò Pietro Biron, non ebbero figli;
- Sergej (2 giugno 1748);
- Anna (1749-1772), sposò Grigorij Grigor'evič Protasov;
- Nikolaj (1751-1831).

## Morte
Nel 1759 si è dimesso e morì undici giorni dopo. Fu sepolto nella chiesa di Lazarevo Monastero di Aleksandr Nevskij a San Pietroburgo.